# Gala Galaction
Gala Galaction (IPA: /'ga.la ga.lak.'ti.on/; pseudonim artystyczny Grigore (Grigorie) Pișculescu, ur. 16 kwietnia 1879, zm. 8 marca 1961) – duchowny i teolog Rumuńskiego Kościoła Prawosławnego, pisarz, dziennikarz, polityk lewicowy. 
Wbrew ówczesnym tendencjom, promował tolerancję względem żydowskiej mniejszości w Rumunii. W latach 1927–1938 przełożył na język rumuński całą Biblię.